# László Dvorák
László Dvorák (ur. 24 listopada 1964 w Kőszeg) – węgierski zapaśnik walczący w stylu wolnym. Trzykrotny olimpijczyk. Odpadł w eliminacjach w Seulu 1988; dziesiąty w Barcelonie 1992 i jedenasty w Barcelonie 1996. Walczył w kategorii 82 kg.
Czwarty na mistrzostwach świata w 1995. Wicemistrz Europy w 1992 i 1996 roku.
- Turniej w Seulu 1988

Przegrał z Turkiem Necmi Gençalpem i Hansem Gstöttnerem z NRD.
- Turniej w Barcelonie 1992

Wygrał z Enekpedekumoh Okporu z Nigerii, Atsushi Itō z Japonii, a przegrał z Hansem Gstöttnerem z Niemiec, Elmadi Żabraiłowem z WNP i Davidem Hohlem z Kanady
- Turniej w Atlancie 1996

Wygrał z Luisem Varelą z Wenezueli, a przegrał z Kubańczykiem Arielem Ramosem i Yang Hyeong-mo z Korei Południowej.